# Astragalus pseudo-beckii
Astragalus pseudo-beckii är en ärtväxtart som beskrevs av Sirj. och Karl Heinz Rechinger. Astragalus pseudo-beckii ingår i släktet vedlar, och familjen ärtväxter. Inga underarter finns listade i Catalogue of Life.